# Kaj Linna
Kaj Johannes Linna, ursprungligen Kaj Juhani Kaukosalo, född 12 maj 1962 i Krylbo kyrkobokföringsdistrikt i Kopparbergs län, blev dömd till fängelse för ett rånmord i Kalamark utanför Piteå den 14 april 2004. I december 2016 beviljades han resning i målet av Högsta domstolen. Kaj Linna är den i modern tid i Sverige som beviljats resning efter längst tid i fängelse.
Den 30 maj 2017 släpptes han fri i väntan på Hovrättens dom. Den 15 juni meddelades den slutgiltiga domen och Linna blev då helt frikänd. Kaj Linna erhöll ett rekordstort skadestånd på 18 miljoner.
Den 25 juni 2018 var Kaj Linna sommarvärd i Sommar i P1.
I oktober 2018 publicerade Linna självbiografin Besökaren: mina 13 år bakom galler (Mondial förlag).